# 米糕

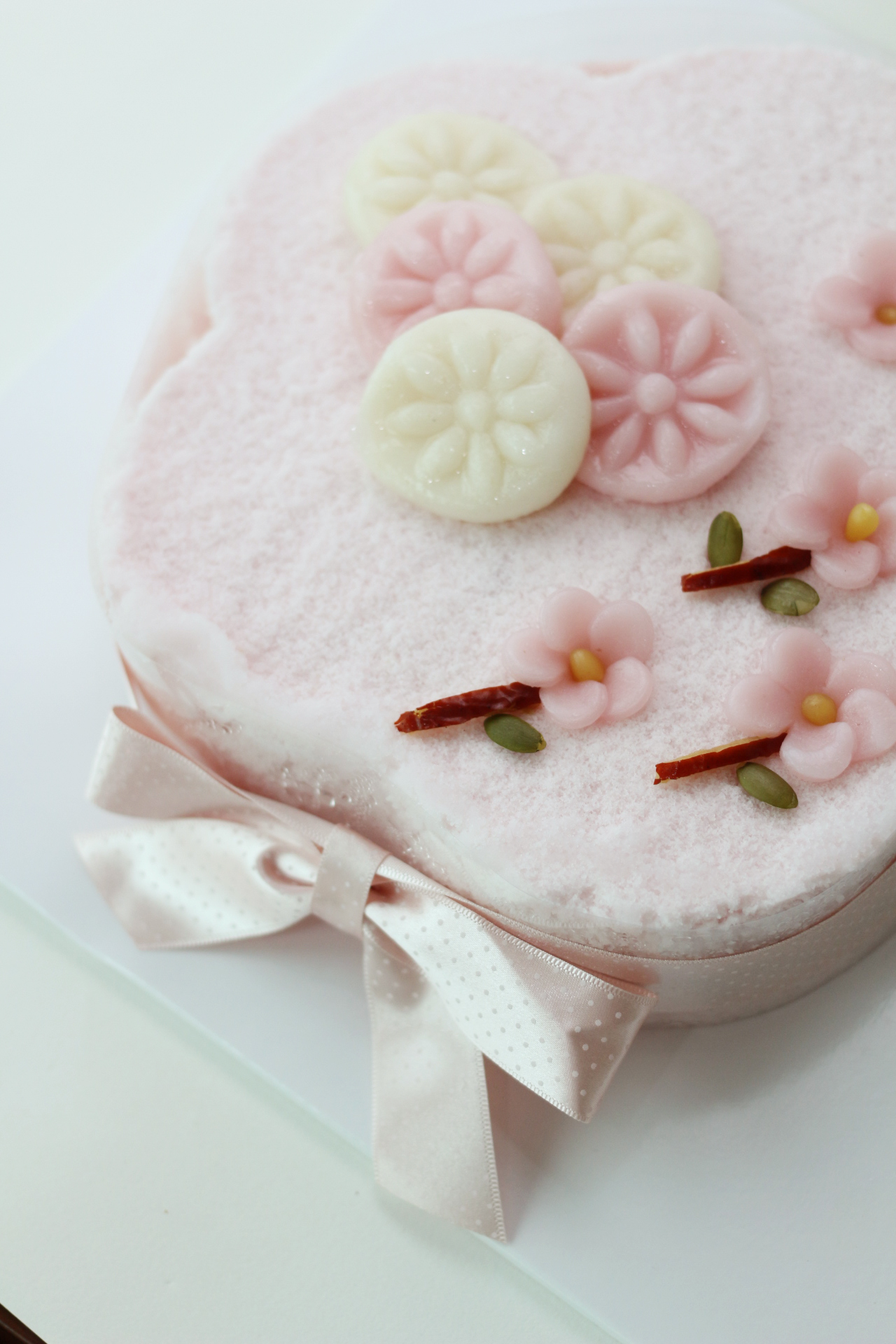
用打糕製成的生日蛋糕

米糕是指稻米經各種方法加工後制成的米制品和食品。在以稻米為主食的地區（中國、日本、韓國）存在著各種各樣的米糕。制作米糕通常使用黏性大的米或米粉来蒸成，其制作方便，易于贮藏，食用方法多样，所以很受大众欢迎。中國境內的米糕種類有重阳糕、糍粑、饵块、發粿、煎堆、糯米糍、驴打滚、年糕、桂花糕、青糰、上海松糕、湯圓、倫教糕。